# Norbert Stretz
Norbert Stretz (* 20. November 1947 in Pirmasens) ist ein ehemaliger deutscher Politiker (SPD). Von 1991 bis 2011 war er Mitglied des Rheinland-Pfälzischen Landtags.

## Ausbildung, Beruf und Familie
Nach dem Erlangen der Fachhochschulreife 1962 ging Stretz in den Justizdienst des Landes Rheinland-Pfalz, in dem er bis 1991 tätig war, zuletzt als Obergerichtsvollzieher am Amtsgericht Pirmasens. Zwischenzeitlich absolvierte er von 1966 bis 1968 seinen Wehrdienst. Nach der Rückkehr in seinen Beruf war Stretz von 1969 bis 1988 Personalratsvorsitzender. Von 2005 bis 2013 war er Geschäftsführer des Arbeiter-Samariter-Bunds Pirmasens.
Stretz ist verheiratet und hat drei Kinder.

## Politik
1973 trat Stretz der SPD bei. 1993 wurde er zum Vorsitzenden der SPD Pirmasens gewählt. Ab 1994 war er Mitglied des Pirmasenser Stadtrats und SPD-Fraktionsvorsitzender. Von 1991 bis 2011 war er Abgeordneter des Rheinland-Pfälzischen Landtags. 2017 gab er sein Mandat im Pirmasenser Stadtrat zurück und beendete seine Laufbahn als Kommunalpolitiker.